# Journal of Natural Products
Das Journal of Natural Products, abgekürzt J. Nat. Prod., ist eine wissenschaftliche Fachzeitschrift, die von der American Chemical Society  und der American Society of Pharmacognosy veröffentlicht wird. Die Zeitschrift wurde 1938 unter dem Namen Lloydia: The Journal of Natural Products gegründet und 1979 auf den heutigen Namen gekürzt. Sie erscheint mit zwölf Ausgaben im Jahr. Es werden Arbeiten veröffentlicht, die sich mit dem Gebiet der Naturstoffchemie beschäftigen.
Der Impact Factor lag im Jahr 2019 bei 3,779. Nach der Statistik des ISI Web of Knowledge wurde das Journal 2014 in der Kategorie Pharmakologie und Pharmazie an 51. Stelle von 254 Zeitschriften, in der Kategorie medizinische Chemie an siebenter Stelle von 59 Zeitschriften und in der Kategorie Botanik an 23. Stelle von 200 Zeitschriften geführt.